# Vipperød Sognegård
Vipperød Sognegård er en bygning i stationsbyen Vipperød, som huser administrationen for Vipperød Sogn. Den store sal er indviet til kirkesal.

## Inventar
Der er alter, prædikestol og døbefont.
Altertavlen er et fløjalter, udført af kunstneren Adi Holzer.